# 南岳忠烈祠
南岳忠烈祠位于中国湖南省南岳衡山香炉峰下，是1942年中華民國國民政府为纪念抗日战争阵亡将士而建的祠庙，其建筑仿南京中山陵形式建造，是中国建筑最早、规模最大的抗日战争纪念地之一，也是目前中國大陆唯一一处纪念民國時期抗日阵亡将士的大型烈士陵园。1996年，南岳忠烈祠被中华人民共和国国务院公布为第四批全国重点文物保护单位之一。2016年，南岳忠烈祠入选“首批中国20世纪建筑遗产名录”，入列国家级烈士纪念设施。

## 主体建筑
南岳忠烈祠依山而建，坐西北望东南，总面积约1.4万平方米。建筑布局仿照了南京中山陵的形制，在中轴线上依次有牌坊、纪念塔、纪念堂和享堂等，全长240米。祠内的所有建筑均用花岗石或汉白玉砌成，屋顶均为绿色琉璃瓦顶，在周围苍松翠柏的映照下，显得十分庄严肃穆。

### 牌坊
忠烈祠牌坊面阔三间，石木结构，淡暖灰色花岗岩外墙，须弥底座，绿色琉璃瓦庑殿顶，简化几何回纹脊饰。每间有半圆形壶门，雕饰简化惹草纹门额。明间高大于两次间，墙面亦突出，正中壶门上祁阳白石额竖刻原第九战区司令长官兼湖南省政府主席薛岳题“南岳忠烈祠”。次间西侧为2015年左右新建一小间管理房，造型仿照牌楼，屋顶为低一等的歇山顶。:191-192

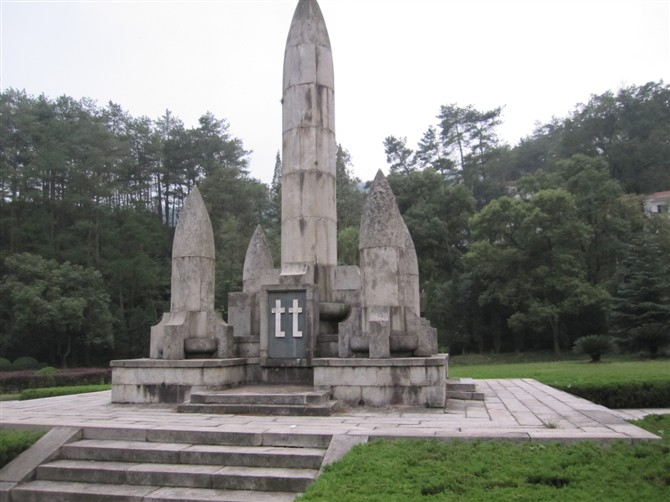
忠烈祠的纪念塔

### 纪念塔
牌坊后是标志性建筑——“七七”纪念塔，塔的造型为一大四小的五颗炮弹，象征着汉、满、蒙、回、藏五族共同抗日。在中央主塔的正面和左右面都用汉白玉镶嵌了“七七”二字，表示1937年7月7日抗日战争爆发。塔背面原刻有第九战区司令长官兼湖南省政府主席薛岳的题词“寇犯卢沟，大波轩起。捐躯卫国，忠勇将士。正气浩然，彪炳青史。汉族复兴，永湔国史。”

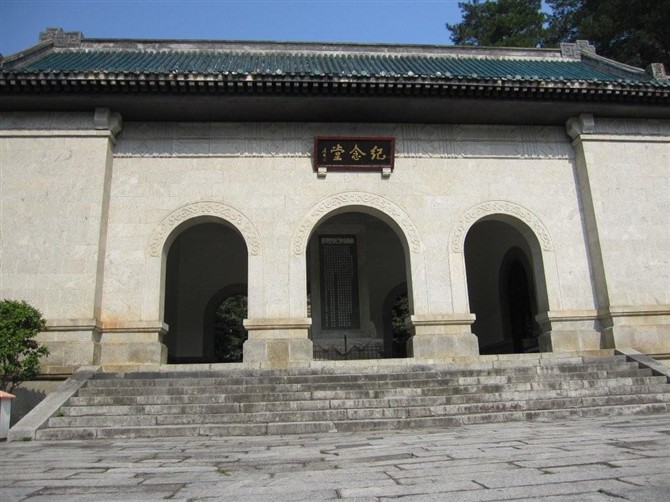
忠烈祠的纪念堂

### 纪念堂
“七七”纪念塔的背后是纪念堂，匾额原为时任国民政府主席的林森所书，堂中有一座平铺的十二角花岗岩石台，其上树立一块高约6米的汉白玉石碑。碑的正背两面原刻有碑文，记述了建祠的历史背景和经过。

纪念堂后为276级石阶，分成左右两侧。在两侧中间的斜坡草地上，有用大理石片拼嵌出的“民族忠烈千古”六个大字。台阶上下可分为九层，第六层的中间立有一块致敬碑，下用四根石柱承托一块石板，上置一个大型的花岗岩球冠，两旁再各植翠柏一株，象征着烈士永垂青史。

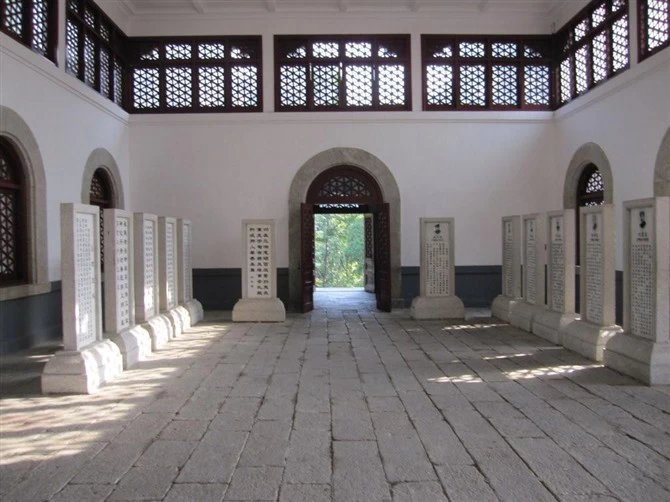
南岳忠烈祠的享堂

### 享堂

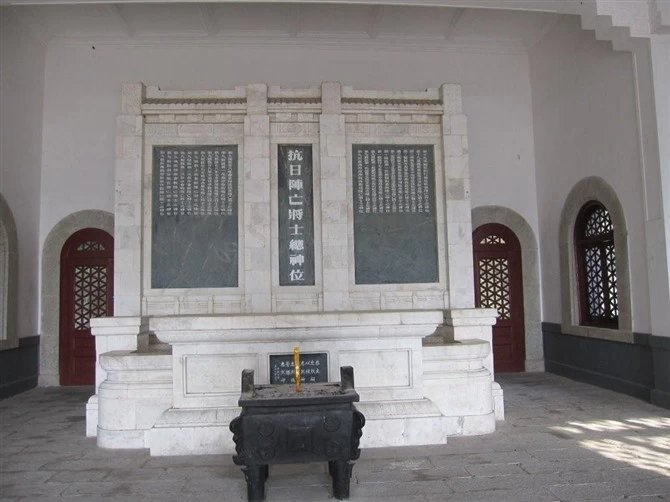
享堂内抗日阵亡将士总神位

享堂位于忠烈祠的最高处，是祠中最大的建筑。它的平面呈十字形，用乳白色花岗岩砌筑。正门由三道拱门组成，其上方用六根石柱顶起了单檐歇山式的屋顶。
在中间正檐下悬挂着蒋中正题写的“忠烈祠”金匾（原物）。享堂的四周有围栏，堂中设汉白玉石砌成的祭台，台上立“抗日阵亡将士总神位”牌。

牌位的两侧为入祀忠烈祠的人员名单，周围的墙壁上还镶嵌有当代书法家题写的诗文三十六方。

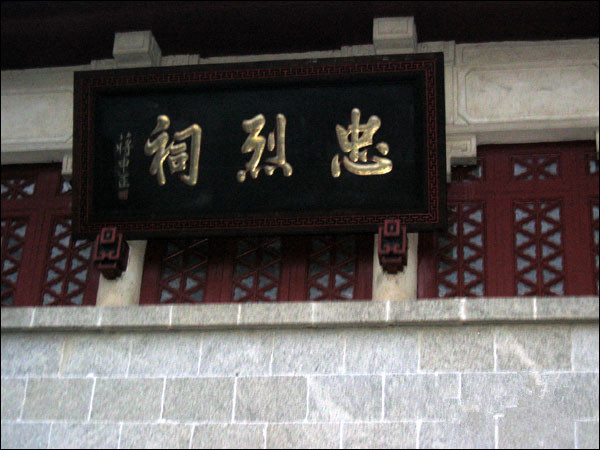
南岳忠烈祠

#### 金匾的“烈”字
蒋介石题字的“忠烈祠”的“烈”字，在歹字部上少了一点。流行广泛的说法是蒋介石希望“烈士少一点”。但人民日报记者杨立新认为，这只是行书连字所致，王羲之、李世民、李邕等都曾写出过类似的“烈”字。

#### 神位
享堂神位碑正中为“抗日阵亡将士总神位”，其余神位自右至左列于下:57-59：
- 第十九集团军刘行罗店战役阵亡将士之神位
- 第十九集团军蕴藻浜洋泾战役阵亡将士之神位
- 第三战区左翼军小南翔广福战役阵亡将士之神位
- 第三战区左翼军苏州无锡战役阵亡将士之神位
- 第三战区左翼军广德芜湖战役阵亡将士之神位
- 第三战区廿七年春季苏皖浙边区战役阵亡将士之神位
- 第一战区第一兵团兰封会战阵亡将士之神位
- 第一战区廿七年夏季平汉线战役阵亡将士之神位
- 第九战区第一兵团南浔线北段各战役阵亡将士之神位
- 第九战区第一兵团德安万家岭战役阵亡将士之神位
- 第九战区南浔线南段各战役阵亡将士之神位
- 第九战区廿八年春季扫荡战役阵亡将士之神位
- 第九战区第一次长沙会战阵亡将士之神位
- 第九战区廿八年冬季扫荡战役阵亡将士之神位
- 第九战区廿九年交通破坏战役阵亡将士之神位
- 第九战区廿九年扫荡各战役阵亡将士之神位
- 第九战区上高会战阵亡将士之神位
- 第九战区第二次长沙会战阵亡将士之神位
- 第九战区第三次长沙会战阵亡将士之神位
- 第九战区赣东会战阵亡将士之神位
- 第九战区高安战役阵亡将士之神位
- 第九战区援助邻战区作战阵亡将士之神位

#### 碑刻
1942年12月31日，国民政府第一次明令表彰张自忠等38人（其中王克敬被证实生还后撤销），入祀首都忠烈祠，并同时入祀全国各省市县忠烈祠。 1943年4月，湖南省政府将张自忠等38人入祀南岳忠烈祠，名单列于下（标记*者今不存享堂碑刻）：:70
- 张自忠
- 郝梦龄
- 冯安邦
- 陈安宝
- 唐淮源
- 武士敏
- 李守维*
- 佟麟阁
- 郑作民
- 朱鸿勋*
- 赵登禹
- 刘家麒
- 饶国华
- 王铭章
- 刘桂五
- 方叔洪
- 钟毅
- 石作衡
- 王竣*
- 寸性奇
- 王克敬*
- 戴安澜
- 王凤山
- 樊钊*
- 夏国璋
- 刘震东
- 赖传湘
- 唐聚五
- 朱世勤*
- 李瀚卿*
- 庞汉祯
- 秦霖
- 郑廷珍
- 姜玉贞
- 赵锡章
- 卢斌*
- 马玉仁*
- 谢晋元

今享堂碑刻有总理遗嘱、军人读训，孙科、覃振、于右任、陈立夫、白崇禧、居正、戴传贤、孔祥熙、何应钦的题词，及下列37位烈士的照片及生平:129-135。
- 上将（11位）：张自忠、赵登禹、饶国华、王铭章、陈安宝、唐淮源、佟麟阁、郝梦麟、唐聚五、李家钰、王甲本。
- 中将（23位）：戴安澜、姜玉贞、刘家麒、郑廷珍、刘震东、郑作民、庞汉桢、刘桂五、钟毅、石作衡、秦霖、冯安邦、寸性奇、赖传湘、夏国璋、方叔洪、武士敏、王凤山、赵锡章、章亮基、彭士量、孙明瑾、齐学启。
- 少将（3位）：谢晋元、毛岱钧、罗芳珪。

## 忠烈祠周边
忠烈祠附近有宋哲元为在“七七事变”中殉国的佟麟阁和赵登禹修建的纪念亭。四周的山头上，还分布着13座烈士陵墓，安葬著第九战区抗日阵亡将士遗骸。其中既有郑作民、孙明瑾等将领的个人墓，也有74军、60师和140师等三座集体公墓，其中最大的一座坟墓安葬着国民革命军第60师师长董煜收集的二千七百二十八具本师在湘北抗日阵亡将士遗骸。

### 南岳忠烈祠及烈士公墓题刻者名录
图表引用自1995年版《忠烈祠》41-43页
| 姓名   | 时任职衔                     | 件数 | 备注           | 姓名   | 时任职衔               | 件数 | 备注         |
| ------ | ---------------------------- | ---- | -------------- | ------ | ---------------------- | ---- | ------------ |
| 林森   | 国民政府主席                 | 3    | 塔额、题词     | 刘峙   | 重庆卫戌总司令         | 1    | 题词         |
| 蒋中正 | 行政院院长、军事委员会委员长 | 6    | 塔额、题词     | 黄旭初 | 广西省政府主席         | 1    | 题词         |
| 冯玉祥 | 军事委员会副委员长           | 2    | 题词           | 李汉魂 | 广东省政府主席         | 2    | 题词         |
| 孙科   | 立法院院长                   | 2    | 铭文、题词     | 刘文辉 | 西康省政府主席         | 1    | 题词         |
| 居正   | 司法院院长                   | 3    | 铭文、题词     | 俞济时 | 军事委员会侍从室侍卫长 | 2    | 题词         |
| 戴传贤 | 考试院院长                   | 2    | 铭文、题词     | 龙云   | 第一集团军总司令       | 1    | 题词         |
| 于右任 | 监察院院长                   | 3    | 铭文、题词     | 关麟征 | 第九集团军总司令       | 2    | 题词、悼文   |
| 何应钦 | 军事委员会参谋总长           | 2    | 铭文、题词     | 夏威   | 第十六集团军总司令     | 1    | 题词         |
| 白崇禧 | 军事委员会副参谋总长         | 3    | 铭文、题词等   | 霍揆彰 | 第二十集团军总司令     | 1    | 题词         |
| 李济深 | 军事委员会桂林办公厅主任     | 2    | 铭文、题词等   | 欧震   | 第二十七集团军总司令   | 1    | 题词         |
| 覃振   | 司法院副院长                 | 1    | 题词           | 李觉   | 第二十五集团军总司令   | 1    | 题词         |
| 孔祥熙 | 行政院副院长                 | 3    | 铭文、题词     | 李默庵 | 湘鄂赣边区挺进总指挥   | 1    | 题词         |
| 王宠惠 | 外交部部长                   | 1    | 题词           | 赵恒惕 | 湖南省参议会议长       | 1    | 题词         |
| 陈立夫 | 教育部部长                   | 1    | 铭文           | 吴逸志 | 第九战区参谋长         | 7    | 题词、碑记等 |
| 徐永昌 | 军令部部长                   | 1    | 题词           | 李韫珩 | 第十六军军长           | 1    | 题词         |
| 何成浚 | 军法执行总监部总监           | 1    | 题词           | 陈沛   | 第三十七军军长         | 2    | 碑记等       |
| 沈鸿烈 | 农林部部长                   | 1    | 题词           | 黄国梁 | 第六十五军军长         | 1    | 题词         |
| 俞飞鹏 | 后方勤务部部长               | 1    | 题词           | 余程万 | 第五十七师师长         | 1    | 题词         |
| 陈绍宽 | 海军总司令                   | 1    | 题词           | 张灵甫 | 第五十八师师长         | 1    | 题词         |
| 邹鲁   | 国防最高委员会常务委员       | 1    | 题词           | 董煜   | 第六十师师长           | 2    | 碑记、墓联   |
| 阎锡山 | 第二战区司令长官             | 1    | 题词           | 罗奇   | 第九十五师师长         | 1    | 题词         |
| 顾祝同 | 第三战区司令长官             | 1    | 题词           | 李堂   | 第一四零师师长         | 1    | 题词         |
| 张发奎 | 第四战区司令长官             | 3    | 题词等         | 欧百川 | 第八十二师师长         | 1    | 题词         |
| 陈诚   | 第六战区司令长官             | 3    | 题词等         | 王耀武 | 第七十四军军长         | 2    | 题词         |
| 薛岳   | 第九战区司令长官             | 10   | 额记题词悼文等 | 孙渡   | 第五十八军军长         | 1    | 题词         |
| 罗卓英 | 第九战区副司令长官           | 3    | 题词等         | 林启康 | 不详                   | 1    | 题词         |
| 杨森   | 第九战区副司令长官           | 1    | 题词           | 邱玉昆 | 不详                   | 1    | 题词         |
| 王陵基 | 第九战区副司令长官           | 1    | 题词           | 刘人俊 | 不详                   | 1    | 题词         |
| 吴奇伟 | 第六战区副司令长官           | 2    | 题词           | 佚名   | （约十余人）           | 10   | 墓联、题词等 |

## 历史

### 筹建
南岳忠烈祠筹建于1938年“第一次南岳军事会议”期间。与会者认为阵亡将士“暴尸战场”，难以安奉，于是便有了在衡山建造烈士陵园集中祭祀的想法。
1939年底，國民政府公布了《抗敌殉难忠烈官民祠祀及建立纪念牌坊办法大纲》和《忠烈祠设立及保管办法》。
1940年，湖南省政府主席薛岳与湖南省参议会议长赵恒惕等军政首脑组成了“湖南省建筑南岳忠烈祠筹备委员会”。

### 建设过程
1940年春秋之交，赵恒惕一行人来到南岳的赵恒惕公馆“午园”，开始为忠烈祠选址，最后相中延寿亭畔罗家弯一带地域。此后，在第九战区的主持下，于1940年开始建设南岳忠烈祠，分两期施工，到1943年基本竣工。1940年初，胡鹤云烈士的灵柩就运抵南岳，南岳林垦局通知当地居民制备小型中華民國国旗插于门首迎灵。1943年竣工验收之后，成立了“忠烈祠管理处”，委任南岳祝圣寺方丈空也法师为首任祠僧。

### 落成大典
1943年7月7日，农历六月初六，举行了忠烈祠落成大典。南岳居民都在家插上了青天白日旗，当天也是南岳墟期，南岳各界人士和墟期赶场的乡民都列队前往忠烈祠。
第九战区司令长官兼湖南省政府主席薛岳宣读祭文：
| 国步多艰，蛮夷猾夏。卫我河山，实惟健者。 风云惨淡，龙战玄黄。杀敌致果，允为国殇。 日月焜耀，天地廖廓。设位招魂，灵兮来托。 报功崇德，生荣死哀。馨香俎豆，万古昭回 |

念完祭文，薛岳宣布“抗战以来，各忠烈将士，即日入祠，岁时奉祀。”第一批入祀者包括当时已经阵亡的张自忠、郝梦龄、佟麟阁、赵登禹等38位国民革命军将领。

### 落成大典以后
1944年2月，第10军预10师中将师长孙明瑾，第73军暂5师师长彭士量两名烈士的灵柩从常德战场运至南岳忠烈祠荣葬，这是南岳沦陷前葬入忠烈祠的最后两位烈士。1944年3月6日，空也方丈接到南岳管理局委任状，率瀞经、复明二位僧人正式进入忠烈祠管理。1944年6月24日，日军占领南岳。8月，一小队日军进入忠烈祠破坏。空也方丈在沦陷期间尽力保护忠烈祠，使忠烈祠未受大的破坏。在这期间，南岳管理局所存的建筑南岳烈士公墓之地点图样及各项规章都遭遗失。

### 抗战胜利以后
在抗日战争胜利之后，国民政府予以重修。之后的七·七纪念日、清明节前后，都有学校组织及个人自发的祭祀和扫墓活动。
1946年8月，湖南省主席王东原在南岳举行行政会议之间，也率领百名与会人员诣祠致祭。1947年，国民政府颁布《春秋二季致祭阵亡将士办法》规定：每年3月29日为春祭，9月3日为秋祭。1949年3月29日，南岳管理局局长叶保和率官员诣祠举行春祭典礼，这是中華民國政府在大陆的最后一次祭祀。

### 1949年以后
1952年秋，中華人民共和國之省有关单位指示南岳特区政府清除忠烈祠等“反动遗迹”，当时的特区副区长张怀一没有执行命令。1953年春，南岳特区已改为南岳管理局。3至5月，省有关主管单位再度下令责成南岳管理局清除“反动遗迹”。5月中旬，南岳管理局组织南岳建筑工会石工凿毁题刻，截止6月上旬，基本清除净尽，总计100余处（组）忠烈祠及烈士公墓题刻被凿毁。
文化大革命期间，红卫兵又对忠烈祠进行破坏，蒋介石题词“忠烈祠”的祠额也被砸下，还毁掉烈士公墓。如国民党中将罗启疆的孙子罗旭于1989年5月到南岳亲自寻访，才在附近的浅土找到了祖父的尸骨。

### 文化大革命以后
八十年代后，伴随着两岸关系的好转，越来越多的海外游客来到忠烈祠祭祀。湖南省有关领导多次指示南岳管理局修复忠烈祠。1982年初，南岳忠烈祠从原基建科仓库找出了文革时被砸下的蒋介石题词“忠烈祠”匾额，修缮后挂回忠烈祠享堂大门上方。1983年10月，南岳忠烈祠被湖南省人民政府列省级文物保护单位，抢救性的小规模修复工作随即展开。1992年6月，在各有关部门的指示下，南岳文物管理所接管了南岳忠烈祠，成立了“南岳忠烈祠修复工作领导小组”，专门负责南岳忠烈祠的修复工作，还设立忠烈祠管理所。
2013年7月7日，202位中国远征军阵亡将士灵位安放仪式在湖南衡阳南岳忠烈祠举行。这202位远征军将士隶属于中国入缅远征军新38师第113团，阵亡于1942年的仁安羌之战。

## 墓葬修复
据《潇湘晨报》记者2010年8月遍访时20座烈士墓的统计情况如下：
| 名称           | 墓主情况               | 修筑时间         | 现状                                                |
| -------------- | ---------------------- | ---------------- | --------------------------------------------------- |
| 第十四军公墓   |                        | 不详             | 全毁                                                |
| 陈石经墓       | 第54军副军长兼14师师长 | 1941年1月        | 全毁                                                |
| 第五十四军公墓 |                        | 应与陈石经墓同期 | 全毁                                                |
| 第十九师公墓   |                        | 不详             | 全毁                                                |
| 第五十三师公墓 |                        | 1938年4月        | 全毁                                                |
| 第七十四军公墓 | 衣冠冢                 | 1943年7月        | 按老照片恢复                                        |
| 罗启疆墓       | 第92军82师师长         | 1940年6月        | 残迹                                                |
| 第六十师公墓   |                        | 1942年7月        | 墓围、墓塔被折断，华表残破                          |
| 章亮基墓       |                        | 1942年11月       | 1987年4月得到子女重修，未按原样，两侧有被打断的华表 |
| 赵旭宗墓       |                        | 1940年7月        | 残迹                                                |
| 胡鹤云墓       |                        | 1940年5月        | 墓碑上仅存7个方块坑                                 |
| 140师墓        |                        | 1943年8月        | 纪念碑尚存，字迹、四周青石板全无。                  |
| 彭士量墓       |                        | 1944年2月15日    | 2000年由山脚迁到忠烈祠东岗，形制完整。              |
| 郑作民墓       |                        | 1942年1月        | 已恢复，未按原貌                                    |
| 杨幸之墓       |                        | 1946年2月        | 全毁                                                |
| 孙明瑾墓       |                        | 1944年2月        | 已恢复，未按原貌                                    |
| 陈烈浩墓       |                        | 1941年5月        | 全毁                                                |
| 廖龄奇墓       |                        | 1941年12月       | 全毁                                                |
| 陈炳炽墓       |                        | 1943年           | 墓碑尚存                                            |
| 伍仲衡墓       |                        | 1941年12月       | 全毁                                                |

2012年，抗战研究者康振贤到访南岳时，已看到毁坏的墓都在陆续地恢复中。2015年为抗战胜利70周年，南岳忠烈祠进行了全面维修，周边烈士墓也得到维修。2019年南岳区检察院走访发现赵绍宗将军墓未完成修复，对南岳区民族宗教事务局发起了公益诉讼。

## 重要参访
- 1944年2月9日下午，国民政府主席蒋中正参加第四次南岳军事会议前在薛岳等陪同下赴忠烈祠视察，12日下午蒋再度参访。
- 1954年10月，中央军事委员会副主席、全国人大副委员长罗荣桓等参观忠烈祠。
- 1961年5月，国务院副总理陈毅参观忠烈祠。
- 1984年5月24日，中共中央总书记胡耀邦来到忠烈祠参观并默哀致敬，时任团中央书记胡锦涛陪同。
- 1992年11月18日，中共中央政治局常委、中纪委书记乔石莅祠参观。
- 1993年4月20日，中共中央政治局常委、国务院副总理朱镕基参观忠烈祠并题名留念。
- 1994年10月，中共中央政治局常委、中纪委书记尉健行参访。
- 1998年11月19日，原中共中央政治局常委、中央组织部部长宋平视察忠烈祠。
- 2003年9月3日，原中共中央总书记、国家主席、中央军委主席江泽民莅祠参观。
- 2003年11月21日，原中共中央政治局常委、国务院总理朱镕基二度视察南岳忠烈祠。
- 2007年5月14日，原中共中央政治局常委、中央文明委主任李长春莅祠参观。
- 2009年7月11日，中国国民党主席吴伯雄莅祠凭吊，吴于次年同日再临。
- 2011年9月19日，原中华民国副总统、行政院院长、中国国民党主席连战参访。
- 2014年4月18日，原中华民国行政院院长郝柏村莅祠祭拜。
- 2023年4月1日，原中华民国总统、中国国民党主席马英九莅祠祭拜[25]。[12]:136-139[5]

## 脚注
1. ↑  李俊杰. . 中国新闻网. 2014年9月3日. （原始内容存档于2020年11月16日）.
2. ↑  . 1996年11月20日  [2017年1月2日]. （原始内容存档于2014年10月8日）.
3. ↑  . 中国新闻网. 2016年9月30日. （原始内容存档于2020年5月1日）.
4. ↑  唐海强. . 衡阳全搜索. 2016年9月22日. （原始内容存档于2017年1月2日）.
5. 1 2 3 4  周学鹰. . 天津: 天津大学出版社. 2015: 296–304. ISBN 978-7-5618-5420-4.
6. ↑  许煜. . 紫荆网. 2015年9月9日. （原始内容存档于2017年1月2日）. 穿过忠烈祠正门，跃入眼帘的是巍然矗立的五颗直指蓝天的巨型炮弹，这便是“七七”纪念塔。五颗炮弹代表中国汉、满、蒙、回、藏各族人民团结一心、同仇敌忾。塔的正前方和东西两侧石碑上镶嵌的“七七”二字，寓意1937年7月7日卢沟桥事变后，日本全面侵华战争开始，中国打响全民抗日第一枪。
7. ↑  . 解放军报. 2014年9月4日. （原始内容存档于2017年1月3日）. 正门是高大雄伟的三孔牌坊，其青石单檐上“南岳忠烈祠”五个金色大字耀眼醒目。从牌坊上行百步，巍然耸立着“七七纪念塔”，塔身上刻有“七七”二字，象征着1937年7月7日卢沟桥事变后中国人民奋起打响全民抗日第一枪。塔身碑文清晰可见，上书：“寇犯卢沟，大波轩起。捐躯卫国，忠勇将士。正气浩然，彪炳青史。汉族复兴，永湔国史”，读来荡气回肠，励志惊心。
8. ↑  . 新华网. 2015年8月16日. （原始内容存档于2017年1月3日）. 上午１１时许，参加活动的湘台师生到达庄严肃穆的南岳忠烈祠，高举花圈、院旗，沿２７６级石阶而上进入祠内。
9. ↑  许煜. . 紫荆网. 2015年9月9日. （原始内容存档于2017年1月2日）. 位于最上方的享堂，是忠烈祠最大的建筑物，双面浮雕三拱的汉白玉石门，上悬挂金色长方形横匾，题字：“忠烈祠”，款署“蒋中正”。享堂正厅后部耸立一块巨大汉白玉石碑，上题“抗日阵亡将士总神位”。
10. ↑  滕磊. . 广州日报. 2009年11月21日. （原始内容存档于2017年1月3日）. 忠烈祠享堂正檐下悬挂有蒋介石题写的“忠烈祠”匾额，其中“烈”字中的“歹”刻意少写一点，寓意“烈士少一点，胜利快一点”，这也代表了当年国共两党共同的心声。
11. ↑  杨立新. . 2013年7月3日  [2017年1月2日]. （原始内容存档于2019年7月30日）.
12. 1 2 3 4 5 6 7 8 9 10 11 12  唐, 未之; 旷, 顺年. . 海南出版社. 1995年. ISBN 7-80617-292-0.
13. ↑  王余辉. . 抗日战争研究. 2018, (02): 59-60.
14. ↑  . 大公报（重庆）. 1943-01-01.
15. ↑  杨犇尧. . 中评社. 2015年6月26日. 在忠烈祠四周苍松掩映的山头上，有13痤烈士陵墓，其中最大的一座坟莹里，埋葬着原国民党三十七军六十师师长董煜收集的本师在湘北抗日阵亡将士的遗骸，共二千七百二十八具。 据有关文史资料记载：国民党六十师曾在淞沪、浙东、苏南、赣北、鄂南、湖南等地与日军浴血奋战，歼灭日本侵略军近卫第九师团和第六师团。在战斗中，该师不少官兵为保卫中华民族而壮烈捐躯。有郑作民、孙明瑾将军等个人墓葬，有74军、60师、140师等集体公墓3座。墓依祠建，祠因墓显。
16. ↑  龙腾. . 华声在线. 2015年9月12日  [2017年1月2日]. （原始内容存档于2020年2月11日）.
17. ↑  童恩文. . 四川菊乐食品有限公司官方博客. 2015年12月17日  [2017年1月2日]. （原始内容存档于2017年1月3日）. 1940年决定修建南岳忠烈祠成立筹备委员会时，赵恒惕被一致公推为主任委员，赵表示“责无旁贷”，奔走操劳于山林之中，忠烈祠于1943年竣工。
18. 1 2  何捷. . 潇湘晨报. 2010年8月17日.[永久]
19. ↑  李庚辰. . 解放军报. 2014年9月4日. （原始内容存档于2021年4月14日）. 第二次是1953年，衡山当地政府视赞颂国民党军队的烈士碑刻为“反动遗迹”，将其一一凿平；第三次是红卫兵的破坏更加不堪，竟将烈士公墓悉数挖掘！
20. ↑  . 新华社. 2013年7月9日. （原始内容存档于2017年1月3日）.
21. ↑  何捷. . 潇湘晨报. 2010年8月17日. （原始内容存档于2017年1月4日）.
22. ↑  叶雯. . 南方人物周刊 (2024 第782期). 2024年01-29.
23. ↑  赵晶. . 红网长沙. 2015-05-19  [2024-02-08]. （原始内容存档于2024-02-08）.
24. ↑  张吟丰、谢衡兰、陈意玲. . 检察日报. 2019-10-16  [2024-02-08]. （原始内容存档于2024-02-08）.
25. ↑  . TVBS新闻网. 2023-04-01.